# 37. SS dobrovoljačka konjička divizija "Lützow"
37. SS dobrovoljačka konjička divizija "Lützow" ili izvorno 37. SS Freiwilligen Kavallerie Division "Lützow" sastavljena je u veljači 1945. sadržavajući ostatke 8. SS divizije i 22. SS divizije, uključujući i bivšu SS pionirsku bojnu 8, sastavljenu od 16-17 godina starih Nijamaca, mađarskih Volkdeutschera, i etničkih Mađara. Za diviziju je planirano da ima 3 konjičke divizije, od kojih je svaka imala po dvije bojne, ali zbog nedostatka vojnika i opreme, mogle su se sastaviti samo dvije nepotpune pukovnije.
Divizijom je zapovjedao SS Oberführer, Waldemar Fegelein (suprug sestre Eve Braun, ali u ožujku zamijenjen je pouzdanijim časnikom SS Standartenführerom, Karlom Geseleom.
Divizija je sudjelovala u borbi protiv Sovjeta kao dio 6. SS Panzerarmee (6. SS oklopna armija) tijekom posljednjih tjedana rata, sve do predaje Amerikancima u Austriji u svibnju.
Imenovana je po pruskom general-bojniku Adolfu Freiherru von Lützowu (1782. – 1834.).

## Sastav divizije
- SS konjička pukovnija 92
- SS konjička pukovnija 93
- SS konjička pukovnija 94
- SS topnička bojna 37 (dvije bitnice naoružane s le.FH18 10,5 cm)
- SS izviđačka bojna 37
- SS bojna Panzerjägera (lovci na tenkove) 37 (jedna satnija naoružana s Hetzerima)
- SS pionirska bojna 37
- SS signalska bojna 37
- SS liječnička bojna 37
- SS Nachschub trupe 37
- Feldersatz bojna 37[1]